# یواس‌اس جان اس مک‌کین (دی‌ال-۳)
یواس‌اس جان اس مک‌کین (دی‌ال-۳) (به انگلیسی: USS John S. McCain (DL-3)) یک کشتی بود که طول آن 493 ft (150 m) بود. این کشتی  در سال ۱۹۵۲ ساخته شد.